# شمس‌الدین محمد مجتهدی نجفی
شمس‌الدین محمد مجتهدی نجفی (۱ فروردین ۱۳۰۲ – ۸ اسفند ۱۴۰۰)، مرجع تقلید شیعه و از مدرسین حوزه‌های علمیه نجف، قم و تهران بود. وی دارای فتواهای فقهی با تلفیق و تقریب اصول سنتی و نوگرا و نیز صاحب فتواهایی با عناصر روادارانه و دگراندیشانه است. وی در ۷ اسفند ۱۴۰۰ در سن ۸۸ سالگی به علت بیماری درگذشت.

## خانواده و خاندان
شمس الدین محمد مجتهدی نجفی از خانواده و خاندانی تا ۷–۶ نسل از عالمان دینی، سادات، مراجع است، پدرش شیخ نجم الدین مجتهدی و مادر سادات حسینی، خواهر یکی از مراجع گذشته به نام سید سیف الدین حسینی و برادران، عموها و اقوام و عموزاده‌های او مثل جمال الدین مجتهدی و کمال الدین مجتهدی از فقها و مدرسین حوزهٔ قم و نجف بوده‌اند.

### تحصیلات
آغاز تحصیل را در مکتب‌خانه مادرش سادات حسینی و سپس پدرش نجم‌الدین مجتهدی از قرآن، ادبیات، تجوید، گلستان و بوستان سعدی، نصاب‌الصبیان، الفیه ابن مالک، مقدمات، مطول، مغنی و … شروع نموده است.
بعد به همراه برادران بزرگتر راهی حوزه می‌شود و مقامات حریری، الفیه، شرح جامی، شمسیه، قوانین، منطق منظومه، شرح الاشراق، شوارق الابهام را با یحیی مدرسی، دین محمدی زنجانی، سید مجتبی انگورانی، عبدالکریم خوئینی می‌گذرانند.

## برخی تألیفات
- رسالهٔ علمیه و عملیه
- مناسک حج
- النظر الثاقب فی کتاب المکاسب- النظر الثاقب و نیل الطالب
- فرهنگ اصیل[۴]
- گفتار شیعه در اصول و فروع
- فرهنگ دانشوران در تفسیر قرآن (سورهٔ منافقون)
- مثنوی آدم
- مثنوی انبیاء
- منظومه آدم
- منظومه پیامبران
- رساله‌ای در قاعدهٔ إذن
- دانشنامه جامع خدیجه کبری
- جلوه‌های عشق (دیوان اشعار)[۵][۶][۷]
- نغمه‌های عشق
- رساله‌ای در قاعدهٔ لوث و قسامه

## نقد اشعار منتسب به فردوسی
مجتهدی نجفی؟ شعر و موسیقی را نیز مورد توجه داشته و از سالهای ۱۳۲۵ و ۱۳۲۸ به تدریج اشعارش در کنار کتاب‌ها و رساله‌ها و آثارش منتشر شده است. وی در حمایت از مقام زنان و مادران به انتقاد از اشعار منتسب به فردوسی نیز پرداخته است:
| ...                            |  | ...                               |
| همی گفت اگر بنده‌ای پند ده      |  | زن و اژدهاهردو در خاک به          |
| من اینک نگویم سخن اینچنین      |  | که بس دلخراش است و نی دلنشین      |
| اساس مقالم جز این نیست بیش     |  | که هر چیز نیکوست در جای خویش      |
| زن و اژدها هر دو پاک است و راد |  | که دارند از حق نشانی به یاد       |
| هر آن ذرّه‌ای کز خدایافت جان     |  | وجودش فروغی بود بر جهان           |
| فروغ جهان از زن و اژدهاست      |  | اگر زن، زن و اژدها، اژدهاست       |
| هرآنکس ز اندازه بیرون رود      |  | وجودش جهان را بلائی بود           |
| بلای جهان ناکسان است و بس      |  | نه هر مرد و هر زن، نه هر خار و خس |

## اصلاح نظام مرجعیت و روحانیت
در کتاب‌ها و رساله‌های شمس‌الدین محمد مجتهدی نجفی دو نگاه اصلاحی برای نظام مرجعیت و روحانیت، در همان دههٔ ۳۰ و ۴۰ مطرح می‌شود، یکی اصلاح به منظور خارج ساختن طلبگی و روحانیون از حالت شغل و کسب و کار که می‌شد با حفظ اقتصاد و زندگی روحانیت، آنها را به منزله یک خانوادهٔ بزرگ زیر سایهٔ مراجع تقلید و نواب عام حجت بن الحسن قرار داد و به تأمین معیشت همه آن‌ها پرداخت؛ و نگاه دیگر هم تقویت اهداف روحانیت و مرجعیت، طلبگی و تحصیلات حوزوی به سوی تبلیغ دین و آمادگی برای ظهور و فداکاری در جهت حفظ اعتقادات شیعه.

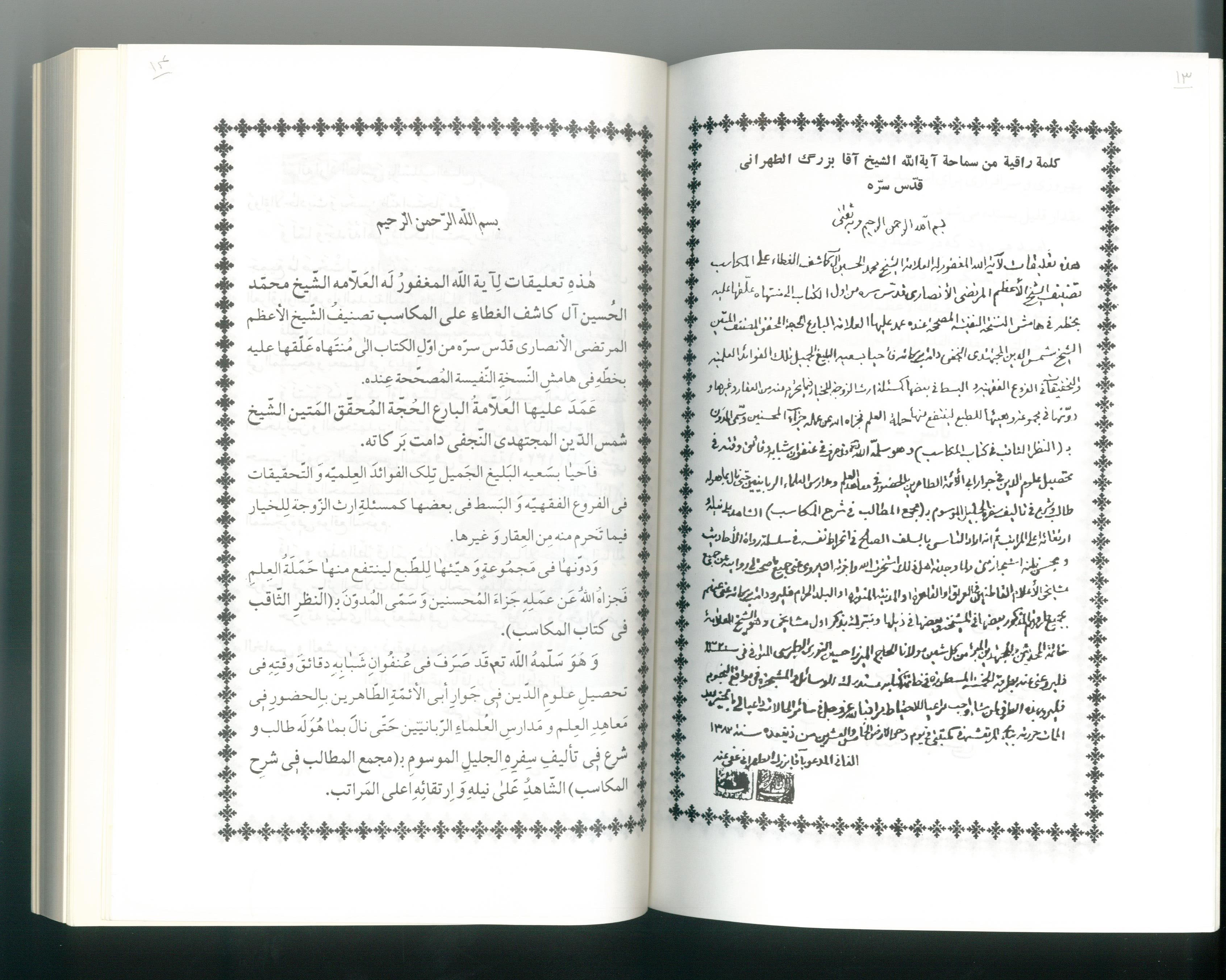
دست‌نوشتهٔ آقابزرگ تهرانی

## بازنگری در خمس و زکات
طبق آرا و فتاوی شمس‌الدین محمد مجتهدی نجفی، برفرض اگر از قیل و قال اعاظم فقه و اصول نیز بگذریم و شبهات و سئوالات پیرامون اصل خمس و زکات و همچنین فلسفه و اهداف این دوراهم در عصر غیبت امام زمان برای فقها و مراجع جامع‌الشرایط شیعه بپذیریم و همهٔ ابهامات برحق علمی و فقهی را نیز پاسخ گوئیم، باز هم این روش اخذ و موارد وصول و دریافت تا شیوه‌های خرج و برج، فراوان محل اشکالات جدی و نیازمند اصلاح و تحولات اساسی است.

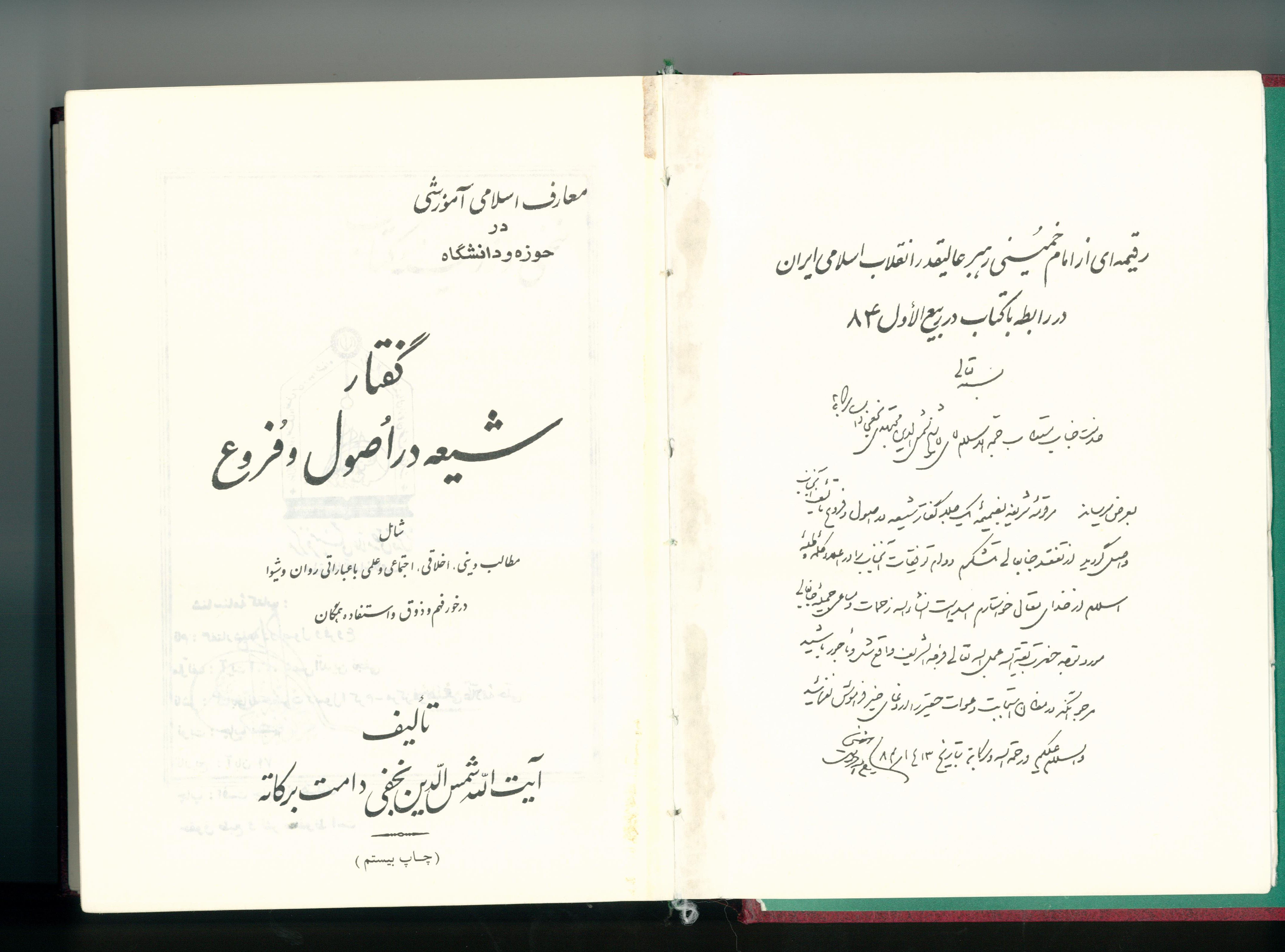
دست نوشته سید روح‌الله خمینی